# Mednyánszky László (honvédtiszt)
Báró aranyosmedgyesi Mednyánszky László (Beckó, 1819. június 16. – Pozsony, 1849. június 5.) magyar honvédőrnagy, az 1848–49-es szabadságharc vértanúja, Mednyánszky Cézár tábori főlelkész bátyja, Mednyánszky László festőművész nagybátyja.

## Élete
A középbirtokos főnemesi báró Mednyánszky családba született. Apja, báró aranyosmedgyesi Mednyánszky József (1789–1868), császári és királyi kamarás, főhadnagy, anyja, vhiri Richter Eleonóra (1798–1889) volt.
1835-ben a Magyaróvári Gazdasági Felsőbb Magántanintézetben folytatott tanulmányokat. Két évet töltött a tullni utásziskolában, majd 1838-ban belépett a magyar királyi testőrségbe. Itt szoros barátságot kötött Görgey (később Görgei) Artúrral. 1846-ban kilépett a hadseregből és feleségül vette gróf Mailáth Máriát. Bars vármegyében telepedett le, ahol feleségének voltak birtokai. Az utolsó rendi országgyűlésen Bars vármegye követe volt és 1848 elejére már ismert személyisége volt a magyar politikai életnek.
Június 15-én önként jelentkezett a honvéd hadseregbe. Katonai szolgálatát főhadnagyként barátjával, (Az akkor már) Görgeivel együtt az 5. honvédzászlóaljban kezdte, amely augusztus 3-ától részt vett a délvidéki harcokban. A bécsi udvar és a magyar Országgyűlés nyílt szakítása után szeptember 27-én az újonnan szervezett 28. honvédzászlóalj századosává nevezték ki, de a szolgálatot itt nem vette fel, mert október végén Kossuth utasítására az Országos Honvédelmi Bizottmány őrnaggyá és a Vág vonalát védő Lipótvár erődítési parancsnokává nevezte ki. A kinevezéskor már Görgei volt Kossuth katonai tanácsadója, és valószínűleg ő hívta fel Kossuth figyelmét a képzett hadmérnök Mednyánszkyra. Kossuth egyébként is egy megbízható tisztet akart küldeni Lipótvárra, mert – mint később bebizonyosodott, joggal – nem bízott a vár parancsnokában, Ordódy Kálmán őrnagyban.
Mednyánszkynak jelentős érdemei voltak abban, hogy a korszerűtlen kis vár mintegy ezerötszáz főnyi helyőrsége több mint négy hétig ellenállt Simunich tábornok ostromló seregének. A tisztek között végzett agitációval többször sikerült megakadályoznia a vár feladását. Az 1849. február 2-án tartott haditanácson azonban már ismert volt, hogy Görgei felmentő hadserege nem ér el a várig, így a tisztek a vár feladása mellett döntöttek. Mednyánszky László és Gruber Fülöp tüzérhadnagy ekkor is a vár feladása ellen foglalt állást, azonban Ordódy a császáriakkal folytatott rövid tárgyalás után feltétel nélkül letette a fegyvert.
A megadást követő hadbírósági tárgyaláson Ordódy azt vallotta, hogy a várat csak Mednyánszky és társai terrorjának engedve nem adta fel hamarabb, így Mednyánszky Lászlót és Gruber Fülöpöt április 22-én kötél általi halálra ítélték. Az ítéletet sem Windisch-Grätz, sem Welden nem erősítette meg, Haynau azonban már kinevezése után néhány nappal elrendelte végrehajtását, ami június 5-én, kilenc nappal 30. születésnapja előtt, a pozsonyi Szamárhegyen meg is történt. Így Mednyánszky László és Gruber Fülöp vált a Haynau nevéhez kötött megtorlás első vértanújává.

## Filmen
- 1982–83-ban készült Mint oldott kéve című tévésorozat Nemeskürty István forgatókönyvéből Révész György rendezésében.